# Karl Friedrich Schmidhuber
Karl Friedrich Schmidhuber (* 21. Februar 1895 in Stuttgart; † 23. August 1967 in Köln-Lindenthal) war ein deutscher Zahnmediziner.

## Biografie
Nach dem Abitur an der Oberrealschule in Esslingen 1914 nahm er das Studium der Medizin und Zahnheilkunde an der Eberhard Karls Universität Tübingen auf. In Tübingen schloss er sich der Landsmannschaft Schottland an. Er promovierte zum Dr. med. sowie zum Dr. med. dent.
Im Januar 1925 wurde er in der Bonner Klinik für Mund-, Zahn- und Kieferkrankheiten planmäßiger Assistent und Leiter der kieferchirurgischen Abteilung. Im Dezember 1928 habilitierte er sich für Zahnheilkunde und wurde in Bonn Privatdozent.
Von April 1933 bis Mai 1934 leitete Schmidhuber stellvertretend für seinen Lehrer, den verhafteten Alfred Kantorowicz die Universitätsklinik und Poliklinik für Mund-, Zahn- und Kieferkrankheiten in Bonn.
1933 trat er der Einheitsfront der Zahnärzte bei, um sich dem nationalsozialistischen „Führerprinzip“ zu verpflichten, einem fundamentalen Prinzip des Faschismus der Zwischenkriegszeit und seiner Führerparteien. Im Mai 1933 wurde er Mitglied der NSDAP (Mitgliedsnummer 3.512.460) und seit 1935 gehörte er dem NS-Studentenbund, seit 1937 der SS als Oberscharführer (SS-Nummer 204.869) beziehungsweise seit 1939 dem NSDÄB an.
Seit April 1935 war er zunächst vertretungsweise, dann planmäßig außerordentlicher Professor für Zahnheilkunde und Direktor der Universitätsklinik und Poliklinik für Mund-, Zahn- und Kieferkranke der Universität Heidelberg (Das Ordinariat erhielt er dann 1940). Am 19. Juni 1936 wurde er NS-Dozentenbundführer. In der SS erreichte Schmidhuber 1941 den Rang eines SS-Hauptsturmführers.
Nach der Einnahme Heidelbergs durch die Amerikaner Ende März 1945 wurde Schmidhuber verhaftet und interniert. Neben anderen setzte sich der damalige Rektor der Universität Heidelberg K.H. Bauer für die Freilassung Schmidhubers ein. So heißt es im Schreiben Bauers an die Militärregierung:
"Die fünf Mitglieder der Medizinischen Fakultät, die nie Mitglieder der Partei gewesen waren, haben bereits dem CIC gemeldet, dass Schmidhuber wohl der Vertreter der Partei gewesen ist, dass er die Stellung jedoch zugleich dazu benutzte, um radikale Einflüsse von Seiten der Partei, soweit irgend möglich, abzuwehren und die Nicht-Nazis in ihrer Arbeit zu schützen. Prof. Schmidhuber hat sich insbesondere auch schützend vor die jüdischen Gattinnen abgesetzter Heidelberger Professoren gestellt."
Im Herbst 1946 wurde Schmidhuber aus der Haft entlassen und es folgte das übliche Spruchkammerverfahren im Rahmen der Entnazifizierung. Zunächst war er als Hauptschuldiger angeklagt, dann aber als Minderbelasteter und schließlich als Mitläufer eingestuft. Im Sommer 1951 wurde Schmidhuber auf das Ordinariat für Mund-, Zahn- und Kieferheilkunde der Universität Köln berufen, auf dem er bis zu seiner Emeritierung 1965 wirkte. Von 1955 bis 1957 war er Dekan der Medizinischen Fakultät der Universität Köln.
Schmidhuber, der vorwiegend chirurgisch tätig war, befasste sich besonders mit zahnärztlicher Röntgenologie und Grenzgebieten, die an die Dermatologie und die Hals-Nasen-Ohren-Heilkunde stoßen. Experimentell hat er eine wesentliche Arbeit zur Klärung des Anteils der Zähne und des Kiefergelenkköpfchens am Längenwachstum des Unterkiefers geleistet. Seine wissenschaftlichen Erkenntnisse haben in mehreren Beiträgen zum Handwörterbuch der gesamten Zahnheilkunde, das sein zahnärztlicher Lehrer Alfred Kantorowicz herausgegeben hat, ihren Niederschlag gefunden.